# Носков, Николай Сергеевич
Николай Сергеевич Носков (1911—1968) — советский учёный, конструктор боеприпасов.
С 1938 зав. отделом приборостроения ГСКБ-47. С 1941 г. его отдел занимался разработкой инженерных боеприпасов.
В числе первых была разработана противотанковая мина ТМД-42 в деревянном корпусе, превосходящая аналогичные немецкие.
Были созданы осколочная противопехотная мина массой 2,5 кг — ОППМ-2,5, полевые осколочные мины заграждения ПОМЗ-2 и ПОМЗ-37. При взрыве ПОМЗ-2 получалось до 400 убойных осколков, создававших сплошное поле поражения радиусом до 20 м.
В 1942 году Н. С. Носков, Б. М. Ульянов и П. А. Иванов разработали универсальную вышибную камеру УВК-1, управляемую по проводам. Она позволяла использовать для создания выпрыгивающих осколочно-заградительных мин любые советские или трофейные артиллерийские снаряды и мины.
Отдел Н. С. Носкова совместно с Институтом теоретической геофизики АН СССР разработал дифференциальный миноискатель ДМ-1 для обнаружения любых типов мин — металлических и деревянных по металлическим взрывателям. Позднее по тому же принципу был разработан рудоискатель РИ-1, на базе которого создали новый прибор для обнаружения урановых руд при геологоразведке.
Для проведения операций в тылу врага Н. С. Носков и И. М. Матвеев разработали мину-сюрприз МС-1 с химическим предохранителем. Она была в виде спичечной коробки и могла устанавливаться на срабатывание от поднятия, снятие с нее предмета или выдергивания чеки. За эту мину Н. С. Носков был награждён медалью «Партизану Отечественной войны».
С 1946 года директор организованного на базе его отдела Научно-исследовательского инженерного института (НИИИ).
Доктор технических наук.
Сталинская премия 1943 года — за изобретение новых видов инженерного вооружения.
Сталинская премия 1951 года — за работу в области инженерного вооружения.
Похоронен на 23 участке Введенского кладбища.